# Labrisomidae
I Labrisomidae sono una famiglia di pesci ossei d'acqua salata appartenenti all'ordine Perciformes.

## Distribuzione e habitat
Queste specie sono diffuse nelle acque tropicali dell'Oceano Atlantico e del Pacifico, dove prediligono fondali poco profondi (fino ad un massimo di 10 metri circa) di sabbia, rocce o praterie di Posidonia.

## Descrizione
Presentano un corpo arrotondato e allungato, poco compresso ai fianchi, con testa arrotondata, occhi grandi, pinne robuste, la dorsale che copre quasi tutto il dorso, retta da raggi spinosi o da raggi morbidi, secondo la specie; la caudale è arrotondata, così come le pinne pettorali, molto ampie. Le pinne ventrali sono lunghe e sottili, quasi filiformi. Alcune specie non presentano scaglie (5 nel genere Stathmonotus). Molte specie presentano piccole escrescenze piumate (cirri) su occhi, nuca e narici. 

La livrea tende ad essere mimetica, con sfondi che variano dal bianco al sabbia al ruggine, striati, chiazzati e marezzati di bruno, rosso e nero. 

Le dimensioni sono minute: variano dai 1,7 cm di Starksia langi ai 35 di Labrisomus philippii

## Riproduzione
Sono pesci ovipari, con l'eccezione dei generi Starksia e Xenomeda, vivipari: in Starksia sono presenti nei maschi organi fecondatori (gonopodio).

## Alimentazione
Si nutrono di piccoli invertebrati marini.

## Specie
La famiglia comprende 118 specie, suddivise in 14 generi
- Genere Alloclinus 
  - Alloclinus holderi
- Genere Auchenionchus 
  - Auchenionchus crinitus 
  - Auchenionchus microcirrhis 
  - Auchenionchus variolosus
- Genere Calliclinus 
  - Calliclinus geniguttatus 
  - Calliclinus nudiventris
- Genere Cottoclinus 
  - Cottoclinus canops
- Genere Cryptotrema 
  - Cryptotrema corallinum 
  - Cryptotrema seftoni
- Genere Dialommus 
  - Dialommus fuscus 
  - Dialommus macrocephalus
- Genere Exerpes 
  - Exerpes asper
- Genere Haptoclinus 
  - Haptoclinus apectolophus
- Genere Labrisomus 
  - Labrisomus albigenys 
  - Labrisomus bucciferus 
  - Labrisomus conditus 
  - Labrisomus cricota 
  - Labrisomus dendriticus 
  - Labrisomus fernandezianus 
  - Labrisomus filamentosus 
  - Labrisomus gobio 
  - Labrisomus guppyi 
  - Labrisomus haitiensis 
  - Labrisomus jenkinsi 
  - Labrisomus kalisherae 
  - Labrisomus multiporosus 
  - Labrisomus nigricinctus 
  - Labrisomus nuchipinnis 
  - Labrisomus philippii 
  - Labrisomus pomaspilus 
  - Labrisomus socorroensis 
  - Labrisomus striatus 
  - Labrisomus wigginsi 
  - Labrisomus xanti
- Genere Malacoctenus 
  - Malacoctenus africanus 
  - Malacoctenus aurolineatus 
  - Malacoctenus boehlkei 
  - Malacoctenus brunoi 
  - Malacoctenus costaricanus 
  - Malacoctenus delalandii 
  - Malacoctenus ebisui 
  - Malacoctenus erdmani 
  - Malacoctenus gigas 
  - Malacoctenus gilli 
  - Malacoctenus hubbsi 
  - Malacoctenus macropus 
  - Malacoctenus margaritae 
  - Malacoctenus mexicanus 
  - Malacoctenus polyporosus 
  - Malacoctenus sudensis 
  - Malacoctenus tetranemus 
  - Malacoctenus triangulatus 
  - Malacoctenus versicolor 
  - Malacoctenus zacae 
  - Malacoctenus zonifer 
  - Malacoctenus zonogaster
- Genere Nemaclinus 
  - Nemaclinus atelestos
- Genere Paraclinus 
  - Paraclinus altivelis 
  - Paraclinus arcanus 
  - Paraclinus barbatus 
  - Paraclinus beebei 
  - Paraclinus cingulatus 
  - Paraclinus ditrichus 
  - Paraclinus fasciatus 
  - Paraclinus fehlmanni 
  - Paraclinus grandicomis 
  - Paraclinus infrons 
  - Paraclinus integripinnis 
  - Paraclinus magdalenae 
  - Paraclinus marmoratus 
  - Paraclinus mexicanus 
  - Paraclinus monophthalmus 
  - Paraclinus naeorhegmis 
  - Paraclinus nigripinnis 
  - Paraclinus rubicundus 
  - Paraclinus sini 
  - Paraclinus spectator 
  - Paraclinus stephensi 
  - Paraclinus tanygnathus 
  - Paraclinus walkeri
- Genere Starksia 
  - Starksia atlantica 
  - Starksia brasiliensis 
  - Starksia cremnobates 
  - Starksia culebrae 
  - Starksia elongata 
  - Starksia fasciata 
  - Starksia fulva 
  - Starksia galapagensis 
  - Starksia grammilaga 
  - Starksia greenfieldi 
  - Starksia guadalupae 
  - Starksia guttata 
  - Starksia hassi 
  - Starksia hoesei 
  - Starksia langi 
  - Starksia lepicoelia 
  - Starksia lepidogaster 
  - Starksia leucovitta 
  - Starksia melasma 
  - Starksia multilepis 
  - Starksia nanodes 
  - Starksia occidentalis 
  - Starksia ocellata 
  - Starksia posthon 
  - Starksia rava 
  - Starksia robertsoni 
  - Starksia sangreyae 
  - Starksia sella 
  - Starksia sluiteri 
  - Starksia smithvanizi 
  - Starksia spinipenis 
  - Starksia springeri 
  - Starksia starcki 
  - Starksia variabilis 
  - Starksia weigti 
  - Starksia williamsi 
  - Starksia y-lineata
- Genere Xenomedea 
  - Xenomedea rhodopyga